# Elliott O'Donnell
Elliott O'Donnell (Clifton, 27 febbraio 1872 – Clevedon, 8 maggio 1965) è stato uno scrittore britannico, noto principalmente per i suoi libri sui fantasmi.
Affermò di aver visto un fantasma, descritto come una figura elementale coperta di macchie, quando aveva cinque anni. Ha anche affermato di essere stato strangolato da un misterioso fantasma a Dublino (tuttavia, non sembra che ci sia stato alcun danno permanente).

## Biografia
Nacque a Clifton, un sobborgo di Bristol figlio del reverendo irlandese Henry O'Donnell (1827-1873) e dell'inglese Elizabeth Mousley (nata Harrison); aveva tre fratelli maggiori, Henry O'Donnell, Helena O'Donnell e Petronella O'Donnell. Dopo la nascita del suo quarto figlio, il reverendo Henry O'Donnell si recò in Abissinia in attesa della promozione a una nuova parrocchia. Qui si dice che fosse stato attaccato da una banda, derubato e assassinato. Elliott O'Donnell affermò di discendere da capi irlandesi di epoche antiche, tra cui Niall dei Nove Ostaggi (il re Artù del folklore irlandese) e Red Hugh, che combatté gli inglesi nel sedicesimo secolo. O'Donnell ha studiato al Clifton College di Bristol, in Inghilterra, e successivamente alla Queen's Service Academy, Dublino, Irlanda. 
Nonostante avesse intenzione di sostenere gli esami di ammissione alla Reale accademia militare di Sandhurst al fine di unirsi al Royal Irish Constabulary (RIC), alla fine divenne un cacciatore di fantasmi, ma prima viaggiò negli Stati Uniti, lavorando su una catena montuosa dell'Oregon e diventando un poliziotto durante lo sciopero ferroviario di Chicago del 1894. Rientrato in Inghilterra <i id="mwHg">sull'SS Elbe</i>, lavorò come maestro di scuola e si formò per il teatro allo Henry Neville Studio, Oxford Street. Nel 1905 sposò Ada O'Donnell (1870–1937) e prestò servizio nell'esercito britannico nella prima guerra mondiale. Successivamente recitò sul palco e in alcuni film. 
Il suo primo libro, scritto durante il tempo libero, è uno psico-thriller intitolato For Satan's Sake (1904). Da questo momento in poi si dedica alla professione di scrittore. Ha scritto diversi romanzi popolari, tra cui un fantasy occulto, The Sorcery Club (1912) ma è specializzato in quelle che sono state dichiarate storie vere di fantasmi e luoghi infestati. Questi erano molto popolari, ma il suo stile sgargiante e le storie sorprendenti gli permisero di trattare il tema con quel tocco romantico adatto per la fiction. O'Donnell ha scritto materiale per numerose riviste, tra cui Hutchinson Story Magazine, The Novel Magazine, The Idler, Weekly Tale-Teller, Hutchinson's Mystery-Story Magazine, Pearson's Magazine, Lilliput e Weird Tales.
Quando divenne noto come un'autorità sull'argomento del "soprannaturale", fu ingaggiato come cacciatore di fantasmi. Ha tenuto conferenze e partecipato a trasmissioni (radio e televisione) sul paranormale in Gran Bretagna e negli Stati Uniti. In aggiunta ai suoi oltre 50 libri, ha scritto decine di articoli e storie per quotidiani e riviste nazionali. Ha affermato: "Ho indagato, a volte da solo, a volte con altre persone e con la stampa, su molti casi di fantasmi famosi. Credo nei fantasmi ma non sono uno spiritista".
Molti dei libri di O'Donnell possiedono sezioni autobiografiche in cui emerge una lotta disperata per sfuggire alla povertà precoce (come la difficile situazione dei tre protagonisti all'inizio di The Sorcery Club). Queste rivelazioni, abbinate sia al suo impiego di attori come C. Aubrey Smith per aiutare gli spettacoli teatrali, sia al fatto che non lasciò appunti relativi ai suoi studi dopo la sua morte, suggeriscono una dose di invenzione in molte delle sue presunte esperienze. Ciò è confermato dal fatto che praticamente ogni libro di riferimento nel campo della narrativa soprannaturale riconosce a O'Donnell lo status di scrittore di narrativa. Certamente non gli fu mai avvicinato, né lavorò con la Society for Psychical Research. Tuttavia, O'Donnell trascorse una notte alla St. Nicholas Church, Brockley Combe con Everard Feilding, un investigatore della Society for Psychical Research..
Elliott O'Donnell morì all'età di 93 anni nella casa di cura Grosvenor a Clevedon nel North Somerset l'8 maggio 1965. Nel testamento lasciò £ 2.579.

## Opere
- For Satan's Sake, 1904.
- Unknown Depths, 1905.
- Some Haunted Houses, 1908.
- Haunted Houses of London, 1909.

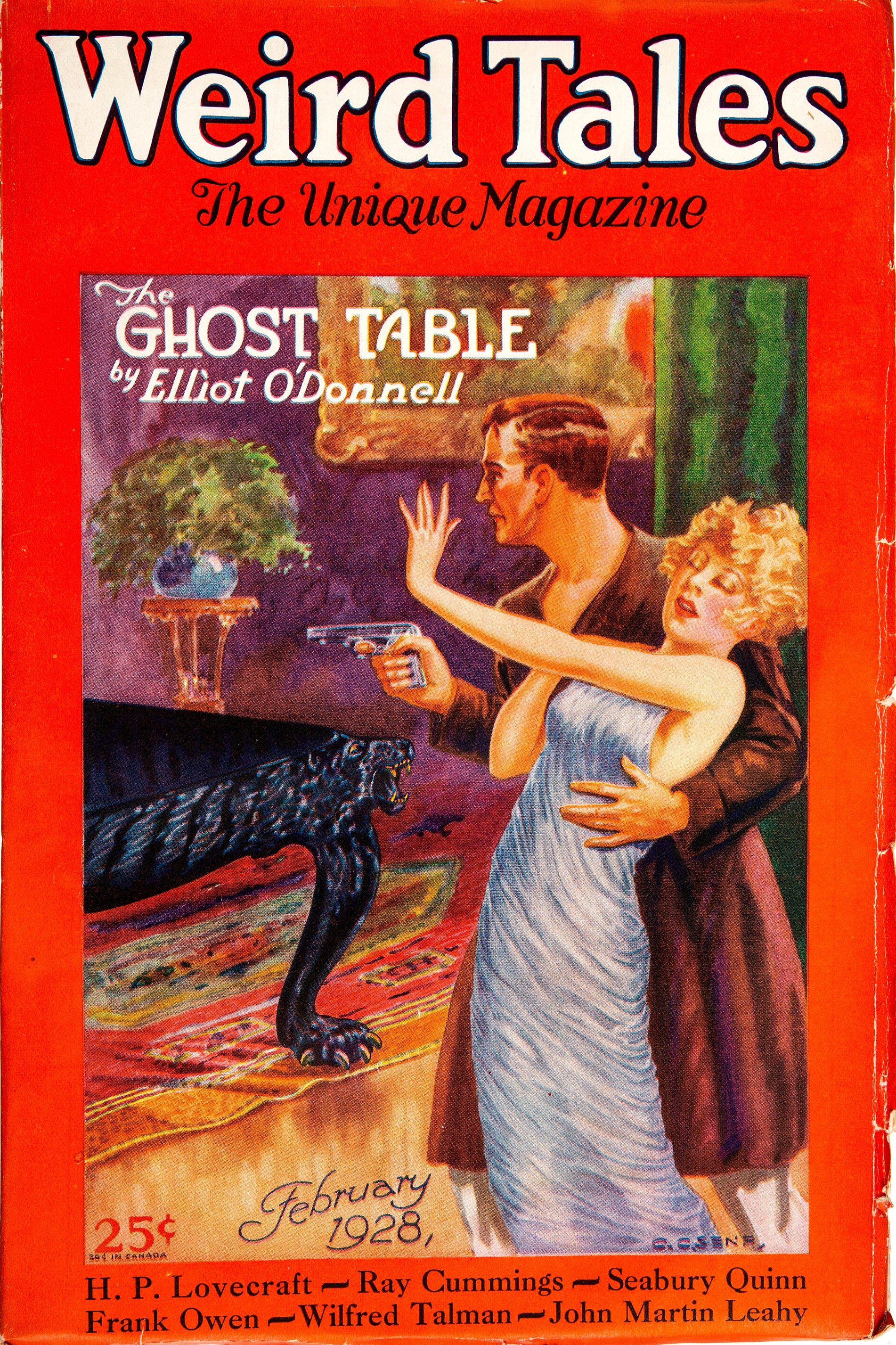
The Ghost Table di O'Donnell, copertina della rivista Weird Tales del 1928.

- Reminiscences of Mrs.E. M. Ward, 1910.
- Byways of Ghostland, 1911.
- The Meaning of Dreams, 1911.
- Scottish Ghost Stories, 1912.
- The Sorcery Club, 1912.
- Come diventare un lupo mannaro (Werewolves, 1912), traduzione di Nicola Manuppelli, Mattioli 1885, Fidenza 2010, ISBN 978-88-6261-121-3.
- Animal Ghosts, 1913.
- Ghostly Phenomena, 1913.
- Haunted Highways and Byways, 1914.
- The Irish Abroad, 1915.
- Twenty Years' Experience as a Ghost Hunter, 1916.
- The Haunted Man, 1917.
- Spiritualism Explained, 1917.
- Fortunes, 1918.
- Haunted Places in England, 1919.
- Menace of Spiritualism, 1920.
- More Haunted Houses of London, 1920.
- Ghosts, Helpful and Harmful, 1924.
- The Banshee, 1907.
- Strange Disappearances, 1927.
- Strange Sea Mysteries, 1926.
- Confessions of a Ghost Hunter, 1928.
- Great Thames Mysteries, 1929.
- Famous Curses, 1929.
- Fatal Kisses, 1929.
- The Boys' Book of Sea Mysteries, Dodd, Mead & Company, 1930.
- Rooms of Mystery, London: Philip Allan & Co. Ltd., 1931.
- Ghosts of London, 1932.
- The Devil in the Pulpit, 1932.
- Family Ghosts, 1934.
- Strange Cults & Secret Societies of Modern London, 1934.
- Spookerisms; Twenty-five Weird Happenings, 1936.
- Haunted Churches, 1939.
- Ghosts with a Purpose, 1952.
- Dead Riders, 1953.
- Dangerous Ghosts, 1954.
- Phantoms of the Night, 1956.
- Haunted Waters, and Trees of Ghostly Dread, 1958.
- The Unlucky Theatre
- Haunted Britain